# Oteros
Oteros är en ort i Mexiko.   Den ligger i kommunen Salamanca och delstaten Guanajuato, i den centrala delen av landet, 250 km nordväst om huvudstaden Mexico City. Oteros ligger 1 716 meter över havet och antalet invånare är 969.
Terrängen runt Oteros är platt åt sydväst, men åt nordost är den kuperad. Runt Oteros är det tätbefolkat, med 257 invånare per kvadratkilometer. Närmaste större samhälle är Salamanca, 5,0 km söder om Oteros. Runt Oteros är det i huvudsak tätbebyggt.